# Rua do Senado
A Rua do Senado é um logradouro público da cidade do Rio de Janeiro, localizado no bairro do Centro, começando na Rua do Lavradio e terminando na Rua do Riachuelo.

## Histórico

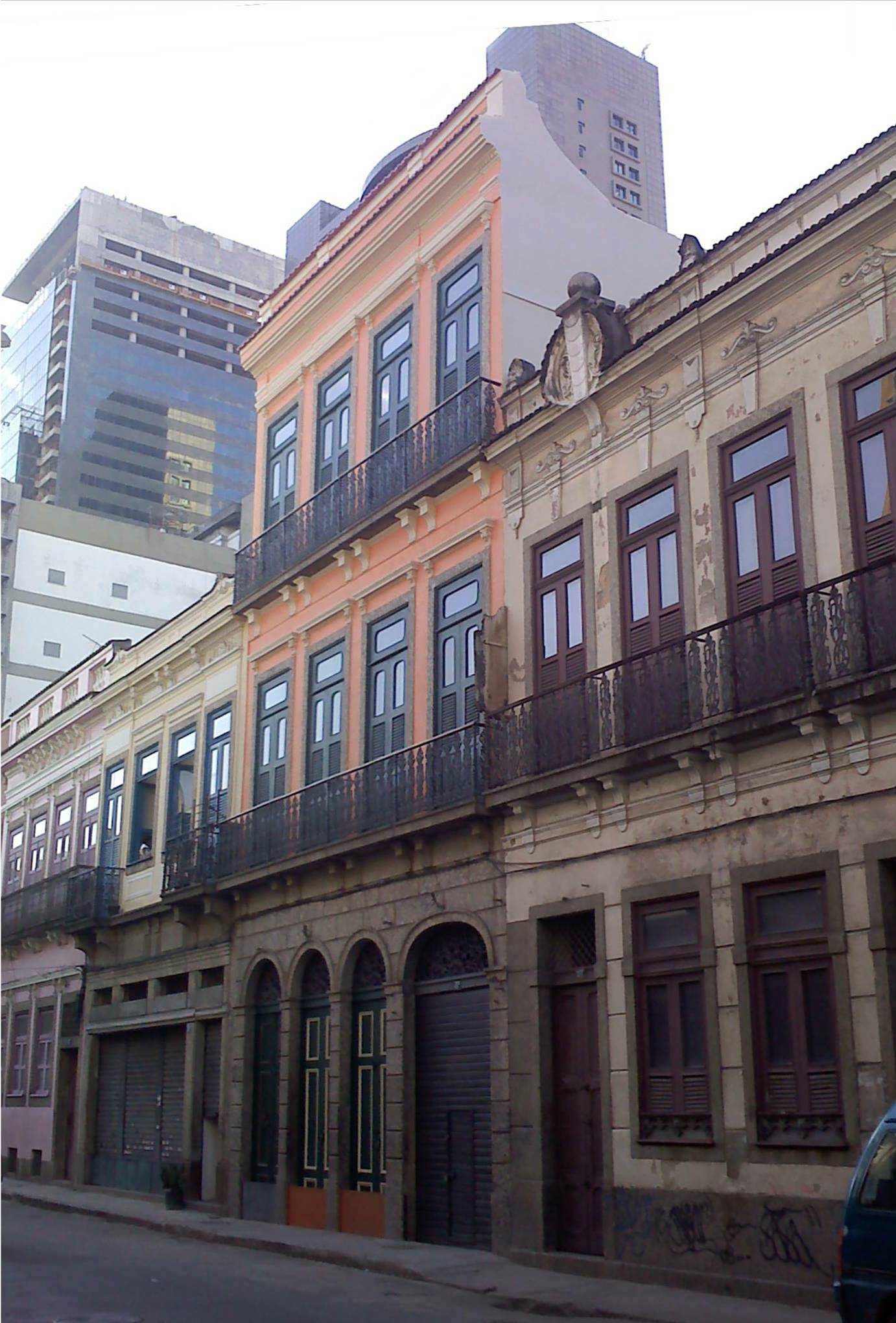
Prédios preservados da Rua do Senado

Foi o Vice-rei Conde de Resende que, em 1796, mandou alinhar essa rua em terrenos da vasta propriedade de Pedro Dias Paes Leme, guarda-mor das minas.
A Câmara atribuiu-lhe, inicialmente, o nome de Rua do Resende, homenageando o responsável pela obra. Posteriormente, este Senado da Câmara, como era conhecido o Conselho Municipal, decidiu dar a mesma denominação à outra artéria, maior e mais importante, por considerá-la mais condígna com a pessoa do Vice-rei. Este concordou, desde que, a denominação inicial do primeiro logradouro fosse substituída para Rua do Senado, colegiado que tanto o ajudou na abertura da rua e no saneamento daquela zona da cidade.
A partir de 1884, passou a chamar-se rua Senador Bernardo de Vasconcelos, retornando ao nome tradicional por decisão da Câmara Municipal, de 28 de janeiro de 1892.
Referida por Machado de Assis em Missa do Galo, integra, hoje, o corredor cultural do Centro da cidade.